# Párizsi háztetők alatt
A Párizsi háztetők alatt (eredeti cím: Sous les toits de Paris) 1930-ban Párizsban bemutatott film, a világ első hangosfilmjeinek, egyúttal a világ első zenés filmjeinek (musical) egyike. A rendező, René Clair – mint a filmtörténet legnagyobbjai általában – azonnal felismerte az újonnan bevezetett technika lehetőségeit és hibátlanul alkalmazta azt.
A film hősei vidám kisemberek. Albert, egy kottaárus énekes harmonikakísérettel szórakoztatja az utca népét, énekelni tanítja az utca embereit. Egyszer meglát egy szép fiatal lányt és beleszeret, ami lelki problémákhoz vezet.
A film zenéje, a dalok, a harmonikaszó az idők folyamán a Párizs-mítosz részévé vált. Raoul Moretti címadó dala (egy keringő) örökzölddé vált.
Magyarországon a filmet 1930. október 30-án mutatták be.

## Szereplők
| Szereplő                      | Színész            | Magyar hang     |
| ----------------------------- | ------------------ | --------------- |
| Albert, a fiatal utcai énekes | Albert Préjean     | Végvári Tamás   |
| Pola, a román lány            | Pola Illéry        | Kovács Nóra     |
| Fred, a zsebtolvaj            | Gaston Modot       | Dózsa László    |
| Louis, Albert barátja         | Edmond T. Gréville | Varga T. József |
| Bill, a nagyfőnök             | Bill-Bocketts      | Szersén Gyula   |
| További magyar hangok         |                    |                 |
| Velenczey István              |                    |                 |